# Ingrid Berghmans
Ingrid Berghmans (Koersel, 24 augustus 1961) is een Belgische voormalig judoka. 

## Levensloop
Berghmans werd geboren in Koersel, maar groeide op in het naburige Leopoldsburg. In die gemeente heeft ze ook een ster op de plaatselijke Walk of Fame. Samen met Robert Van de Walle was ze de Belgische pionier van het competitiejudo. Op 9-jarige leeftijd werd ze actief in de sport en op haar 16e werd Berghmans eens eerste keer Belgisch kampioene. Op 19-jarige leeftijd behaalde ze op het eerste wereldkampioenschap judo voor vrouwen in Madison Square Garden (New York) twee medailles: een bronzen in haar eigen gewichtsklasse (-72 kg) en een gouden in de open categorie. In 1982 behaalde ze in Parijs de wereldtitel in de open categorie en dat werd beloond met de Nationale Trofee voor Sportverdienste. Een jaar later werd Berghmans voor het eerst Sportvrouw van het jaar.
In totaal behaalde ze zes wereldtitels, zeven Europese titels en werd ze in België acht keer uitgeroepen tot Sportvrouw van het jaar. Ook op de Olympische Zomerspelen van 1988 in Seoel - waar vrouwenjudo een demonstratiesport was - behaalde ze goud. In 2000 werd ze verkozen tot Sportvrouw van de eeuw. Haar record werd in 2003 geëvenaard door de Japanse Ryoko Tamura, en later, in 2007, ook gebroken toen die een 7de wereldtitel behaalde. Haar laatste gouden medaille in de categorie -72 behaalde ze in 1989 tijdens het Europees kampioenschap in Helsinki.
Ze is houder van een zwarte gordel 5de dan uitgereikt, door de Vlaamse Judofederatie (VJF). Sinds 2001 is ze trainer en zet ze niet-sportieve mensen aan tot bewegen. Ze is sindsdien ook voorzitster van de atletencommissie van het BOIC. Daarnaast baat ze fitnesscentrum Vital Club in Luik uit.
Ze had tijdens de jaren '80 een relatie met judoka Robert Van de Walle. In 1990 trouwde Berghmans met Marc Vallot, eveneens actief in het judo. Vallot overleed echter al op 38-jarige leeftijd aan een hartaanval. Hoewel Berghmans en Vallot feitelijk elf jaar getrouwd waren, leefden beiden op het tijdstip van Vallots overlijden gescheiden, en was een procedure tot echtscheiding lopende. Uit het huwelijk werden twee kinderen geboren. Ook haar zus Brigitte was actief in het judo.
In 1990 presenteerde Berghmans op de BRTN de sportquiz Ingrid, Ingrid. In 2005 eindigde ze 75ste in de Vlaamse versie van De Grootste Belg. Ze had een cameo in de serie Familie. 

## Discografie
- Aerobic met Ingrid Berghmans[13], Ariola, 1983